# Scaptius vinasia
Scaptius vinasia là một loài bướm đêm thuộc phân họ Arctiinae, họ Erebidae.